# Peperomia abbreviatipes
Peperomia abbreviatipes är en pepparväxtart som beskrevs av Trel. & Yunck.. Peperomia abbreviatipes ingår i släktet peperomior, och familjen pepparväxter. Inga underarter finns listade i Catalogue of Life.